# Der grüne Vogel
Der grüne Vogel, Regie István Szabó, ist ein deutscher Spielfilm aus dem Jahr 1980.

## Handlung
Der Film erzählt eine Liebesgeschichte, die 1968 während des Kalten Krieges auf dem Höhepunkt der europäischen  Studentenunruhen beginnt. Auf einem Ärztekongress in Wien lernen sich der polnische Arzt Jan Widuchowski und die deutsche Ärztin Renate Winter kennen. Beide arbeiten an Universitätskliniken in der Krebsforschung. Aus ihrem Flirt entwickelt sich eine intensive Liebesbeziehung, die beide über einen Zeitraum von zehn Jahren aneinander bindet. Jan, der verheiratet ist, fühlt sich aber gebunden an seine Frau und will sie nicht aufgeben.
Jan und Renate können sich nur auf internationalen Kongressen im Ausland sehen. Beide spüren, dass ihre Beziehung keine Zukunft hat. Es kommt zu quälenden Auseinandersetzungen zwischen den beiden, was ihre wechselseitige emotionale Abhängigkeit noch verstärkt. Obwohl sich Jan, der sich alle Mühe gibt, das Verhältnis vor seiner Frau zu verheimlichen, sich ein Kind von Renate wünscht, weicht er Gesprächen über eine gemeinsame Zukunft aus. Nachdem sich ihre Beziehung so über zehn Jahre hingezogen hat, bricht Renate das Verhältnis ab.
Eines Tages erhält Jan eine Nachricht, dass Renate geheiratet hat und ein Kind erwartet.

## Produktion und Veröffentlichung
Der grüne Vogel ist der erste Film István Szabós, der in Deutschland produziert wurde, und den er, mit Ausnahme von Kameramann Lajos Koltai, fast ausschließlich mit einer deutschen Crew gedreht hat. Der Film erschien im selben Jahr wie Szabós Vertrauen, für den er auf den Filmfestspielen in Berlin mit einem Silbernen Bären ausgezeichnet wurde. Hauptdarsteller in beiden Filmen ist der ungarische Schauspieler Péter Andorai.
Die Dreharbeiten zu dem Film fanden im Juli/August 1979 in Tübingen, Warschau, Paris, Krakau, Berlin und Auschwitz statt. Der Film kam ab dem 24. Februar 1980 in die deutschen Kinos. 1993 produzierte Universal Picture Germany ein VHS Video des Films.

## Kritik
Kritiken an dem Film fielen eher negativ aus. Die Redaktion des Filmportals Cinema schreibt: „Während leise Chopin geklimpert wird, radebrecht ein zweisprachiges Paar über die Innigkeit seiner Gefühle. Was ‚Mephisto‘-Regisseur István Szabó  […] da verzapft, wirkt doch sehr gekünstelt. Dem Kammerspiel geht der Charme ab“,
und das Lexikon des internationalen Films urteilt: „Ein dialoglastiges, mit Off-Kommentaren noch zusätzlich befrachtetes melodramatisches Kammerspiel, in dem emotionale Intensität eher behauptet als vermittelt wird“.